# 杯狀病毒科
杯狀病毒科（Caliciviridae），又称嵌杯病毒科，是巴爾的摩分類法（Baltimore classification）第四綱病毒，它們具有正股不分節RNA，它門不具有套膜且蛋白殼體為正20面體，它們十分的難培養，故沒有許多的研究，Caliciviridae的名字是源自於拉丁文意思為杯狀，常見的病源體為諾瓦克病毒（Norwalk virus），杯狀病毒科主要是藉由糞口傳染，但也可以藉由飛沫傳染，杯狀病毒主要造成腸胃炎及嘔吐及腹瀉。

## 分類
- 囊泡狀病毒屬（Vesivirus），或稱水泡病毒屬 - 代表種：豬小囊泡疹病病毒（Swine vesicular exanthema virus）
- 兔類病毒屬（Lagovirus） - 代表種：兔出血疾病病毒（Rabbit hemorrhagic disease virus）
- 諾瓦克病毒屬（Norovirus; Norwalk-like viruses 類諾瓦克病毒群）- 代表種：諾瓦克病毒（Norwalk virus）
- 札幌病毒屬（Sapovirus; Sapporo-like viruses 類札幌病毒群）- 代表種：札幌病毒（Sapovirus）

## 外部連結
- 微生物免疫學-Caliciviridae(杯狀病毒科) （页面存档备份，存于）